# Lars Funke
Lars Funke (* 28. Januar 1972 in Erfurt) ist ein ehemaliger deutscher Eisschnellläufer.

## Leben
Der für den ESC Erfurt laufende Funke stellte am 24. November 1990 über 100 Meter mit 10,05 Sekunden einen neuen Junioren Weltrekord auf. Vier Jahre später wurde er Deutscher Meister im Sprintvierkampf. Bei den Olympischen Winterspielen 1994 in Lillehammer startete er im Rennen über 500 und 1000 Meter, wo er beide Male den 28. Rang belegte.